# Laterallus jamaicensis
El burrito cuyano (Laterallus jamaicensis), también conocido como polluela negruzca, gallineta negra, gallinuelita prieta, rascón negro, pidencito, cotarita o polluela negra es una especie de ave gruiforme de la familia Rallidae distribuida por América del Norte y la región del Pacífico de América del Sur. Habita normalmente en los pantanos salados costeros pero también en algunos pantanos de agua dulce. Está en peligro de extinción o amenazado en muchos lugares debido a la pérdida del hábitat. Las poblaciones más grandes en América del Norte están en Florida y California.

## Características
Tiene una longitud total de aproximadamente 15 centímetros. Tiene la cabeza y el vientre de coloración plomiza, la nuca y el cuello dorsalmente es de coloración canela, característica que lo diferencia de las otras especies. Dorso pardo salpicado. Flanco y subcaudales barreadas de negro. El ejemplar juvenil no tiene canela en el cuello o dorso.

## Historia natural
Son omnívoros, propios de los pastizales salobres, alimentándose principalmente de invertebrados pequeños pero también de las semillas de algunas plantas. Son cazados por muchas aves (halcones y garzas), mamíferos (zorros y gatos); la vegetación del pantano espesa es su única protección. Son territoriales y cantan ruidosa y frecuentemente durante la estación de apareamiento.
Prefiere correr entre la vegetación a volar.
Esta especie puede ser conespecífica con Laterallus exilis, del litoral caribeño tropical y América del Sur oriental, y con el burrito de las Islas Galápagos, Laterallus spilonotus.

## Subespecies
Se conocen cinco subespecies de Laterallus jamaicensis:
- Laterallus jamaicensis coturniculus (Ridgway) 1874.
- Laterallus jamaicensis jamaicensis (Gmelin) 1789.
- Laterallus jamaicensis murivagans (Riley) 1916.
- Laterallus jamaicensis salinasi (Philippi) 1857.
- Laterallus jamaicensis tuerosi Jon Fjeldså, 1983. Algunos autores[¿quién?] consideran a esta subespecie una especie plena Laterallus tuerosi.